# Vite bruciacchiate
Vite bruciacchiate è una miniserie televisiva composta da quattro episodi con protagonisti il gruppo musicale Elio e le Storie Tese.

## Produzione
Gli episodi furono girati tra giugno e settembre del 1998, anno in cui gli EELST fecero un breve tour negli Stati Uniti. Fra le location della serie infatti vi sono New York, Miami, Las Vegas e San Francisco.
La serie ebbe tuttavia una scarsa visibilità, in quanto venne trasmessa da Rai 2 solo due anni dopo la realizzazione, tra agosto e settembre del 2000, poco dopo la mezzanotte. Non essendo più stata replicata o venduta in DVD, la serie rappresenta una rarità, reperibile esclusivamente tramite registrazione su videocassetta o P2P.
Indipendentemente dai dati auditel, Vite Bruciacchiate rappresenta un punto importante nella storia della band, in quanto fu la prima serie televisiva realizzata da Elio e le Storie Tese, dove venivano mescolati sketch comici, esibizioni dal vivo (con i brani cantati in inglese) o finti videoclip realizzati per strada o addirittura sul tetto delle Torri Gemelle.
Inoltre, la serie rappresenta una delle ultime testimonianze video di Feiez con la band, essendo stata realizzata pochi mesi prima della sua prematura scomparsa. Al termine di ogni episodio, mentre scorrono i titoli di coda, compare una scritta in sovraimpressione con cui il gruppo dedica il proprio lavoro all'amico scomparso.

## Trama
Elio e le Storie Tese interpretano un complesso italiano in crisi creativa, situazione che cambia quando essi ritrovano un reperto della (inesistente) band italoamericana degli anni quaranta Los The Peparors, scomparsa improvvisamente dalle scene dopo aver anticipato con i loro brani praticamente tutti i generi musicali esistenti. Eccitati da questo ritrovamento, i musicisti italiani partono alla volta degli USA per cercare quante più notizie possibili sui loro beniamini.
Essi riescono ad incontrare il primo manager del gruppo, un parrucchiere italoamericano (interpretato ironicamente da Renzo Arbore), che diventa il loro mentore, procurando loro i primi ingaggi negli Stati Uniti e svelando loro nuove notizie sui Peparors.
Un manager americano (interpretato dal produttore degli EELST Otar Bolivecic, ovvero Claudio Dentes) scopre i sei musicisti italiani e decide di lanciarli come i nuovi Peparors, ma poco prima del debutto della band muore, lasciando Elio e compari ad indagare sul mistero dei Peparors...

## Caratteristiche della miniserie
I quattro episodi della miniserie non sono una storia sequenziale, ma narrano tutti la stessa storia con la trama sopra descritta, con la differenza che ogni episodio è girato secondo un differente stile: film noir, guerra, fantascienza, western, ciascuno con le sue peculiarità in fatto di dialoghi, regia e recitazione.
Il nome Los The Peparors è stato riutilizzato da Elio e le Storie Tese come pseudonimo per firmare la canzone Banane giganti, parte della colonna sonora del film d'animazione Terkel in Trouble, per il quale i membri del complesso hanno curato anche l'adattamento dei dialoghi e preso parte al doppiaggio.
I Peparors vengono poi citati da Elio e le Storie tese nel brano Suicidio a sorpresa contenuto nell'album Studentessi: "..Ma i più imitati son sempre i Peparors!".
Durante il loro soggiorno negli USA, la band interpretata dagli EELST guarda nei momenti di nostalgia sulla TV satellitare la telenovela italiana d'ambientazione medievale Giorgio e Piero: brevi spezzoni con le storie di questi due personaggi erano apparsi negli album Italyan, Rum Casusu Çikti e Del meglio del nostro meglio Vol. 1.

## Curiosità
- Vite bruciacchiate (sottotitolo Ricordi confusi di una carriera discutibile) è anche il titolo dell'autobiografia del gruppo, pubblicata nel 2006 dalla Bompiani.